# 突吻沙鳅
突吻沙鳅（学名：Botia rostrata）为輻鰭魚綱鯉形目沙鳅科沙鳅属的鱼类，為熱帶淡水魚，作為一種觀賞魚類，被IUCN列為易危保育類動物，分布於亞洲印度、孟加拉、緬甸、中国伊洛瓦底江、怒江等流域，體長可達20公分，棲息在丘陵地區的溪流底層水域，以昆蟲等無脊椎動物為食。该物种的模式产地在孟加拉。

## 扩展阅读
維基物種上的相關：突吻沙鳅
- Fishbase